# Vladimir Vince
Vladimir Vince (Đakovo, 15. prosinca 1923. – Guadalupe, 6. ožujka 1968.), hrvatski doktor prava, diplomat i rimokatolički svećenik

## Životopis
Vlč. Vlado se rodio u Đakovu od pobožnih roditelja Ivana i Dragice Vince. U Travniku je polazio gimnaziju kod isusovaca. Maturirao je u Zagrebu. Upisao je studij prava a tad ga je zatekao rat. Nakon poziva u vojsku poslan je kao činovnik u hrvatsko veleposlanstvo u Rim, u tajništvu kneza Erwein Lobkowicza koji je zastupao hrvatske interese u Vatikanu. U Rimu je dočekao kapitulaciju Italije rujna 1943. godine. Pravo je nastavio studirati u Italiji. Studirao je u Rimu na Lateranskom sveučilištu gdje je diplomirao. Doktorirao je civilno pravo 1956., a teologiju je doktorirao 1959. godine. Nakon šest godina filozofskog i teološkog studija, zaredio se za svećenika u Madridu 1958.
Ranih 1950-ih bio je dijelom skupine hrvatskih emigrantskih intelektualaca koji su bili namještenici ili vanjski suradnici institucije »Consejo Superior de Investigaciones Cientificas« (Visoko vijeće za znanstvena istraživanja) u Madridu.
Poboljšanjem diplomatskih odnosa Svete Stolice i Jugoslavije Vince je došao do visokih dužnosti. Dok je bio voditelj Međunarodnog doma za studente Opus Dei u Zurichu, papa Pavao VI. ga je imenovao za glavnog ravnatelja dušobrižništva za Hrvate u inozemstvu sa sjedištem u Rimu. Inozemnu je pastvu vodio dvadesetak mjeseci, jer ga je u tome prekinula smrt u zrakoplovnoj nesreći pri povratku iz Južne Amerike u Rim.
Pisao je u Hrvatskoj reviji o Pavlu Tijanu, hrvatskim emigrantima u Španjolskoj, Krešimiru Zoriću i dr. i bio na primanju kod sv. oca pape Pavla VI. Vince je bio skupinom suradnika i prijatelja s kojom je Vilim Cecelja bio povezan: Alojzije Stepinac, Aleksa Benigar, Franjo Šeper, Vladimir Vince, Mirko Ćović, Tomislac Mesić, Ante Gabrić i Hrvoslav Ban.

## Vanjske poveznice
- (njem.) Opus Dei Die ersten kroatischen Mitglieder des Opus Dei. U: Olga Brajnović, Glas Koncila, 05.02.2006.
- (španj.) Google Knjige[neaktivna poveznica] Jesús Urteaga Loidi: Cartas a los hombres. Vlado: una vida util, Ediciones Rialp. 4. izd.